# Real Sebastiani Rieti
Real Sebastiani Rieti is een professionele basketbalclub uit Rieti, Italië die uitkomt in de Lega Basket Serie A.

## Geschiedenis
Real Sebastiani Rieti is opgericht in 1936 als M.A.G. Sebastiani Basket Rieti. M.A.G. is de afkorting in nagedachtenis van Angelo, Mario en Gino Sebastiani, grote sporters uit die tijd, die in 1944 op barbaarse wijze werden vermoord door het Duitse leger. In 1963 veranderde de naam in A.M.G. Sebastiani Basket Rieti. In de Korać Cup haalde Sebastiani Rieti twee keer de finale en won er één. In 1979 verloren ze van KK Partizan uit Joegoslavië met 98-108. In 1980 wonnen ze van Cibona Zagreb uit Joegoslavië met 76-71. In 1997 werd de club opgeheven wegens financiële problemen. In 2003 werd de club opnieuw opgericht. De naam werd Nuova A.M.G. Sebastiani Basket Rieti. In 2010 komt er een einde aan de club. Onmiddellijk kijkt de stad Rieti naar een andere club in de stad, Rieti Basket Club. De nieuwe naam wordt Sebastiani Basket Club Rieti. In 2012 valt ook voor deze club het doek. In 2020 wordt er een nieuwe start gemaakt onder de naam Real Sebastiani Rieti.

## Erelijst
- Landskampioen Italië: 1 (Legadue)
  - Winnaar: 2007

- Bekerwinnaar Italië: 1 (LNP)
  - Winnaar: 2004

- Korać Cup: 1
  - Winnaar: 1980
  - Runner-up: 1979

## Bekende (oud)-spelers
- Luca Blasetti
- Mauro Bonino
- Roberto Brunamonti
- Stefano Colantoni
- Gianfranco Sanesi
- Jordan Harris
- Skylar Spencer
- Lee Johnson
- Willie Sojourner

## Bekende (oud)-coaches
- Elio Pentassuglia (1976-1980)
- Alessandro Rossi

## Sponsornamen
- 1971-1972: Snia Rieti
- 1972-1977: Brina Rieti
- 1977-1978: Althea Rieti
- 1978-1980: Arrigoni Rieti
- 1980-1981: Ferrarelle Rieti
- 1981-1982: Acqua Fabia Rieti
- 1982-1983: Binova Rieti
- 1983-1984: Fonte Cottorella Rieti
- 1984-1985: American Eagle Rieti
- 1985-1986: Ippodromi D'Italia Rieti
- 1986-1987: Corsa Tris Rieti
- 1987-1988: Dentigomma Rieti
- 1989-1991: Air Capitol Rieti
- 1992-1997: Emmezeta Rieti
- 2002-2005: Tris Rieti
- 2005-2006: NoiSport Rieti
- 2007-2009: Solsonica Rieti
- 2010-2011: Ircop Rieti